# Rodzina punalua
Rodzina punalua (haw. punalua – bliski towarzysz) – forma małżeństwa grupowego, która była praktykowana przez Hawajczyków. Zdaniem Fryderyka Engelsa jest to późniejsza forma małżeństwa grupowego, które panowało w okresie ustroju rodowego . W odróżnieniu od rodziny opartej na pokrewieństwie, w rodzinie punalua ze wzajemnego obcowania płciowego zostali już wyłączeni bracia i siostry. Fryderyk Engels w dziele „Pochodzenie rodziny, własności prywatnej i państwa” spostrzegł, że Lewis Morgan błędnie uznał rodzinę punalua za uniwersalną, taką która musiała pojawić się w rozwoju każdego społeczeństwa.